# Adoranexa soldani
Adoranexa soldani is een haft uit de familie Ephemerellidae. De wetenschappelijke naam van de soort is voor het eerst geldig gepubliceerd in 1986 door Allen.